# Panopa croizati
Panopa croizati là một loài thằn lằn trong họ Scincidae. Loài này được Horton mô tả khoa học đầu tiên năm 1973.